# Parafia Miłosierdzia Bożego w Pułtusku-Popławach
Parafia pw. Miłosierdzia Bożego w Pułtusku – parafia rzymskokatolicka należąca do dekanatu pułtuskiego, diecezji płockiej, metropolii warszawskiej. 

## Miejsca kultu

### Kościół parafialny
Kościół pw. Miłosierdzia Bożego w Pułtusku

## Historia
Parafia została erygowana 20 września 1992 roku przez biskupa Zygmunta Kamińskiego. W 1999 roku rozpoczęto budowę kościoła parafialnego pw. Miłosierdzia Bożego, konsekrowanego 29 listopada 2009 roku przez biskupa Piotra Liberę.

## Zasięg parafii

### Miejscowości i ulice
W granicach parafii znajdują się Popławy – dzielnica Pułtuska. 

## Duszpasterze

### Proboszczowie
- ks. Tadeusz Kowalczyk (od 1992)

## Działalność parafialna

### PrzedszkoleFaustynka
Przy parafii mieści się Niepubliczne Katolickie Przedszkole Faustynka. Swoją działalność rozpoczęło w 2012 roku.